# Tysk-österrikiska backhopparveckan 1967/1968

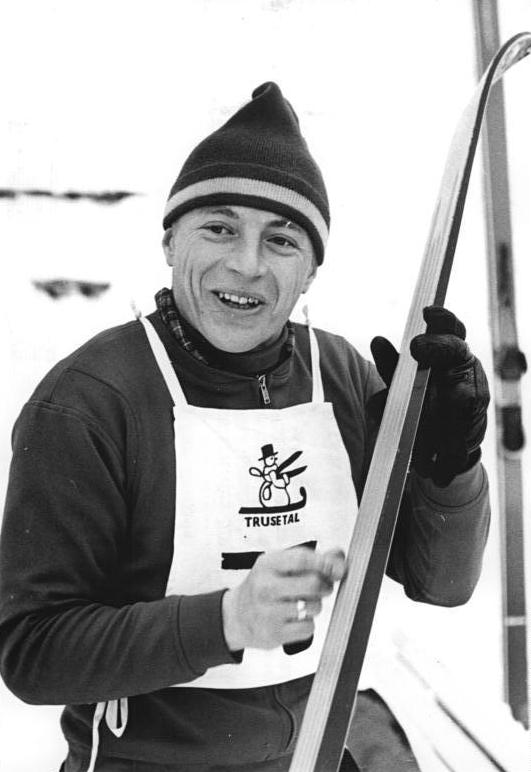
Manfred Queck

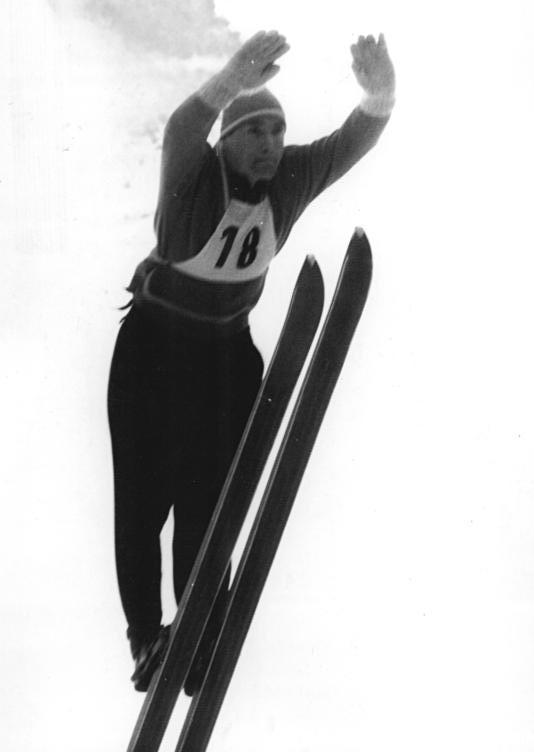
Dieter Neuendorf

Under Tysk-österrikiska backhopparveckan 1967/1968 hoppade man i Oberstdorf den 30 december, den 1 januari hoppade man i Partenkirchen och den 6 januari hoppade man i Innsbruck. Deltävlingen i Bischofshofen genomfördes slutligen den 7 januari.

## Oberstdorf
- Datum: 30 december 1967[1]
- Land:  Västtyskland
- Backe: Schattenbergschanze

| Placering | Hoppare          | Land            | Poäng |
| --------- | ---------------- | --------------- | ----- |
| 01        | Dieter Neuendorf | Östtyskland     |       |
| 02        | Lars Grini       | Norge           |       |
| 03        | Bjørn Wirkola    | Norge           |       |
| 04        | Jiří Raška       | Tjeckoslovakien |       |
| 05        | Roland Jensen    | Norge           |       |
| 06        | Bent Tomtum      | Norge           |       |
| 07        | Manfred Queck    | Östtyskland     |       |
| 08        | Per Bjørnstad    | Norge           |       |
| 09        | Wolfgang Stöhr   | Östtyskland     |       |
| 10        | Veikko Kankkonen | Finland         |       |

## Partenkirchen
- Datum: 1 januari 1968[2]
- Land:  Västtyskland
- Backe: Große Olympiaschanze

| Placering | Hoppare              | Land            | Poäng |
| --------- | -------------------- | --------------- | ----- |
| 01        | Bjørn Wirkola        | Norge           | 236,2 |
| 02        | Dieter Neuendorf     | Östtyskland     | 225,2 |
| 03        | Reinhold Bachler     | Österrike       | 218,4 |
| 04        | Bent Tomtum          | Norge           | 215,5 |
| 05        | Ladislav Divila      | Tjeckoslovakien | 213,2 |
| 06        | Lars Grini           | Norge           | 209,8 |
| 07        | Zbyněk Hubač         | Tjeckoslovakien | 209,1 |
| 08        | Józef Kocjan         | Polen           | 207,7 |
| 09        | Horst Queck          | Östtyskland     | 207,2 |
| 10        | Gilbert Poirot       | Frankrike       | 206,9 |
| 11        | Ronald Jensen        | Norge           | 206,0 |
| 12        | Peter Erzen          | Sovjetunionen   | 205,9 |
|           | Anatoli Scheglanow   | Sovjetunionen   | 205,9 |
| 14        | Heikki Väisänen      | Finland         | 205,5 |
| 15        | Veikko Kankkonen     | Finland         | 203,9 |
|           | Pecar Marian         | Sovjetunionen   | 203,9 |
| 17        | Alexandr Ivannikov   | Sovjetunionen   | 203,4 |
| 18        | Jozef Przbybyla      | Polen           | 203,0 |
| 19        | Per Bjørnstad        | Norge           | 201,9 |
| 20        | Wolfgang Stöhr       | Östtyskland     | 201,8 |
| 21        | Jiri Raska           | Tjeckoslovakien | 201,6 |
| 22        | Max Golser           | Österrike       | 201,4 |
| 23        | Rudolf Höhnl         | Tjeckoslovakien | 201,1 |
| 24        | Dalibor Motejlekl    | Tjeckoslovakien | 200,3 |
| 25        | Tadeo Narida         | Japan           | 200,0 |
| 26        | Marjan Mesel         | Sovjetunionen   | 199,3 |
| 27        | Wiezelaw Tscherbakow | Sovjetunionen   | 198,7 |
| 28        | Rudolf Doubek        | Tjeckoslovakien | 198,7 |
| 29        | Juhani Ruotsalainen  | Finland         | 198,6 |
| 30        | Odd Hammerner        | Norge           | 197,8 |
|           | Alain Macle          | Frankrike       | 197,8 |
| 32        | Henrik Ohlmayr       | Västtyskland    | 197,1 |
|           | Adrian Watt          | USA             | 197,1 |
| 34        | Heinz Schmiet        | Östtyskland     | 196,6 |
|           | Nikolai Jablukow     | Sovjetunionen   | 196,6 |
| 36        | Günther Göllner      | Västtyskland    | 195,2 |
| 37        | Topi Mattila         | Finland         | 194,2 |
| 38        | Walter Lampe         | Västtyskland    | 193,5 |
| 39        | Ryszard Witky        | Polen           | 193,2 |
| 40        | Sepp Zehnder         | Schweiz         | 192,7 |
| 41        | Karl-Eric Johansson  | Sverige         | 192,1 |
| 42        | Peter Stefancic      | Sovjetunionen   | 192,0 |
| 43        | Giacomo Aimoni       | Italien         | 191,6 |
| 44        | Herbert Schmid       | Schweiz         | 191,5 |
| 45        | Sepp Lichtenegger    | Österrike       | 191,4 |
| 46        | Garij Napalkov       | Sovjetunionen   | 191,1 |
| 47        | John Balfanz         | USA             | 190,5 |
| 48        | Jay Martin           | USA             | 190,1 |
| 49        | Peter Lesser         | Östtyskland     | 188,0 |
| 50        | Andrej Sztolf        | Polen           | 186,1 |
| 51        | Keijo Leiho          | Finland         | 185,5 |
| 52        | Stanko Smolfj        | Sovjetunionen   | 184,7 |
| 53        | Richard Pfiffner     | Schweiz         | 184,2 |
| 54        | Mihaly Geller        | Ungern          | 183,3 |
| 56        | Eilerth Mähler       | Sverige         | 182,3 |
| 57        | Mats Östman          | Sverige         | 181,2 |
| 58        | Pjotr Kovalenko      | Sovjetunionen   | 180,4 |
| 59        | Stanislaw Murzyniak  | Polen           | 180,0 |
| 60        | Albino Bazana        | Italien         | 179,1 |
| 62        | Franz Keller         | Västtyskland    | 177,8 |
|           | Viktor Krjukov       | Sovjetunionen   | 177,8 |
| 64        | Ernst Kroell         | Österrike       | 176,1 |
| 65        | Willy Schuster       | Österrike       | 173,5 |
| 66        | Jerri Martin         | USA             | 173,0 |
| 67        | Karl-Heinz Munk      | Östtyskland     | 172,8 |
| 68        | Kjell Sjöberg        | Sverige         | 169,6 |
| 69        | Wladimir Smirnow     | Sovjetunionen   | 169,3 |
| 70        | László Gellér        | Ungern          | 164,9 |
| 71        | Albert Heim          | USA             | 162,8 |
| 72        | Urs Schöni           | Schweiz         | 162,3 |
| 73        | John Bower           | USA             | 161,9 |
| 74        | Jean Marie Poirot    | Frankrike       | 158,4 |
| 75        | Franz Salhofer       | Österrike       | 156,9 |
| 76        | Jacky Rochat         | Schweiz         | 156,9 |
| 77        | Wolfgang Happle      | Västtyskland    | 153,7 |
| 78        | Haakon Lindbaeck     | Sverige         | 153,1 |
| 79        | James Yerrly         | Frankrike       | 149,8 |
| 80        | Oswald Schinze       | Västtyskland    | 139,5 |
| 82        | Walter Schwabl       | Österrike       | 135,3 |
| 83        | Michel Saint Lezer   | Frankrike       | 133,5 |
| 84        | Alois Kaelin         | Schweiz         | 127,3 |
| 85        | Hans Schmld          | Schweiz         | 124,6 |
| 86        | Istvan Toth          | Ungern          | 120,1 |

## Innsbruck

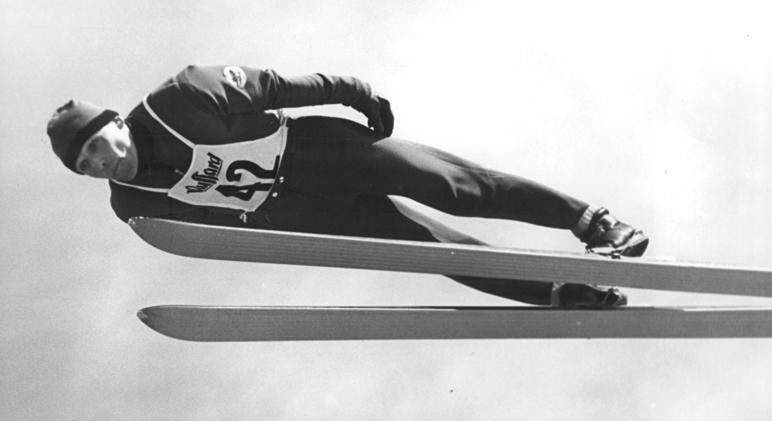
Horst Queck

- Datum: 6 januari 1968[3]

- Land:  Österrike
- Backe: Bergiselschanze

| Placering | Hoppare            | Land            | Poäng |
| --------- | ------------------ | --------------- | ----- |
| 01        | Garij Napalkov     | Sovjetunionen   | 222,5 |
| 02        | Bjørn Wirkola      | Norge           | 220,9 |
| 03        | Jiří Raška         | Tjeckoslovakien | 215,5 |
| 04        | Anatoli Scheglanow | Sovjetunionen   | 212,7 |
| 05        | Bent Tomtum        | Norge           | 207,8 |
| 06        | Jouko Törmänen     | Finland         | 207,7 |
| 07        | Lars Grini         | Norge           | 206,7 |
| 08        | Wolfgang Stöhr     | Östtyskland     | 205,0 |
| 09        | Ryszard Witky      | Polen           | 203,1 |
| 10        | Heinz Schmidt      | Östtyskland     | 200,1 |
| …         |                    |                 |       |
| 82        | Istvan Toth        | Ungern          | 084,4 |

## Bischofshofen
- Datum: 7 januari 1968[4]
- Land:  Österrike
- Backe: Paul-Ausserleitner-Schanze

| Placering | Hoppare              | Land            | Poäng |
| --------- | -------------------- | --------------- | ----- |
| 01        | Jiří Raška           | Tjeckoslovakien | 215,9 |
| 02        | Anatoli Scheglanow   | Sovjetunionen   | 201,4 |
| 03        | Zbyněk Hubač         | Tjeckoslovakien | 199,8 |
| 04        | Bjørn Wirkola        | Norge           | 197,8 |
| 05        | Dalibor Motejlek     | Tjeckoslovakien | 197,1 |
| 06        | Baldur Preiml        | Österrike       | 196,9 |
| 07        | Manfred Queck        | Östtyskland     | 195,0 |
| 08        | Reinhold Bachler     | Österrike       | 192,9 |
| 09        | László Gellér        | Ungern          | 192,8 |
| 10        | Dieter Neuendorf     | Östtyskland     | 192,4 |
| 11        | Ryszard witky        | Polen           | 190,8 |
| 12        | Heikki Välsäneu      | Finland         | 190,2 |
| 13        | Igor Nepalkow        | Sovjetunionen   | 188   |
| 14        | Ladislav Dlvila      | Tjeckoslovakien | 189,4 |
| 15        | Wolfgang Stöhr       | Östtyskland     | 186,9 |
| 16        | Peter Erzen          | Sovjetunionen   | 186,8 |
| 17        | Frantisek Rydval     | Tjeckoslovakien | 186,5 |
| 18        | Jozef Przybyla       | Polen           | 185,4 |
| 19        | Alexandr Ivannlkov   | Sovjetunionen   | 185,3 |
| 20        | Ernst Kroell         | Österrike       | 185   |
| 21        | Bent Tomtum          | Norge           | 183,8 |
| 22        | Rudolf Höhnl         | Tjeckoslovakien | 182,4 |
| 23        | Sepp Zehnder         | Schweiz         | 181,6 |
| 24        | Gilbert Polrot       | Östtyskland     | 192.8 |
| 25        | Marian Pecar         | Sovjetunionen   | 179.4 |
|           | Peter Stefancic      | Sovjetunionen   | 179.4 |
| 27        | Veikko Kankkonen     | Finland         | 178.5 |
| 28        | Andrej Sztolf        | Polen           | 178   |
| 29        | Marjan Mesel         | Sovjetunionen   | 174.9 |
| 30        | Günther Göllner      | Västtyskland    | 174.5 |
| 31        | Rudolf Doubek        | Tjeckoslovakien | 173.9 |
| 32        | Pjotr Kovalenko      | Sovjetunionen   | 173.9 |
| 33        | John Balfanz         | USA             | 173.6 |
| 34        | Jay Martin           | USA             | 173.2 |
| 35        | Tadeo Narida         | Japan           | 172.3 |
| 36        | Heini Ihle           | Västtyskland    | 172.1 |
| 37        | Henrik Ohlmayr       | Västtyskland    | 170.8 |
| 38        | Willy Schuster       | Österrike       | 169.3 |
| 39        | Alain Macle          | Frankrike       | 169.2 |
| 40        | Ludvik Zajc          | Slovenien       | 169.2 |
| 41        | Giacomo Aimoni       | Italien         | 165.9 |
| 42        | Richard Pfiffner     | Schweiz         | 164.9 |
| 44        | Ronald Jensen        | Norge           | 164.3 |
| 45        | Odd Hammerner        | Norge           | 162.7 |
| 46        | Heinz Schmiet        | Östtyskland     | 160.9 |
| 47        | Walter Schwabl       | Österrike       | 160.3 |
| 48        | Józef Kocjan         | Polen           | 160.2 |
| 49        | Per Björnstad        | Norge           | 159.8 |
| 50        | Peter Lesser         | Västtyskland    | 159.6 |
| 51        | Max Golser           | Österrike       | 158.7 |
| 52        | Topi Mattila         | Finland         | 158.1 |
| 53        | Horst Queck          | Östtyskland     | 157.8 |
| 54        | Nikolai Jablukow     | Sovjetunionen   | 154.7 |
| 55        | Viktor Krjukov       | Sovjetunionen   | 153.2 |
| 56        | Wolfgang Schlnzr     | Västtyskland    | 152,8 |
| 57        | Wiezelaw Tscherbakow | Sovjetunionen   | 152,3 |
| 58        | Murzynika Stanislaw  | Polen           | 150,4 |
| 59        | Wolfgang Happle      | Västtyskland    | 149,8 |
| 60        | Sepp Lichtenegger    | Österrike       | 148,2 |
| 61        | Seppo Hannula        | Finland         | 147,7 |
| 62        | Walter Lampe         | Västtyskland    | 145,7 |
| 63        | Mihaly Geller        | Ungern          | 144   |
| 64        | Keijo Leiho          | Finland         | 142,7 |
| 65        | Adrian Watt          | USA             | 137,7 |
| 66        | Albert Hein          | Österrike       | 137   |
| 67        | Franz Salhofer       | Österrike       | 136,8 |
| 68        | Jerri Martin         | USA             | 136,1 |
| 69        | Herbert Schmid       | Schweiz         | 134,5 |
| 70        | Albino Bazana        | Italien         | 132,6 |
| 71        | Urs Schöni           | Schweiz         | 131,4 |
| 72        | Karl-Heinz Munk      | Östtyskland     | 131,1 |
| 73        | Juhani Ruotsalainen  | Finland         | 130,2 |
| 74        | Jean Marie Poirot    | Frankrike       | 118,7 |
| 75        | James Yerrly         | Frankrike       | 113,8 |
| 76        | Ernst Kroell         | Österrike       | 108,7 |
| 77        | Hans Schmld          | Schweiz         | 097,5 |
| 78        | Michel Saint Lezer   | Frankrike       | 088,3 |
| 79        | Istvan Toth          | Ungern          | 055,5 |

## Slutställning
| Placering | Namn               | Nation          | Totalt | Oberst- dorf | Garmisch- Partenk.- | Inns- bruck | Bischofs- hofen |
| --------- | ------------------ | --------------- | ------ | ------------ | ------------------- | ----------- | --------------- |
| 01        | Bjørn Wirkola      | Norge           | 877    |              | 236,2 / 01.         | 220,9 / 02. | 197,8 / 04.     |
| 02        | Jiří Raška         | Tjeckoslovakien | 852    |              | 201,6 / 0           | 215,5 / 03. | 215,9 / 01.     |
| 03        | Dieter Neuendorf   | Östtyskland     | 849    |              | 225,2 / 02.         |             | 192.4 / 09.     |
| 04        | Bent Tomtum        | Norge           | 822    |              | 215,5 / 04.         | 207,8 / 0   | 183,8 / 0       |
| 05        | Zbyněk Hubač       | Tjeckoslovakien | 817    |              | 209,1 / 08.         | 199,6 / 11. | 199,8 / 0       |
| 06        | Garij Napalkov     | Sovjetunionen   | 808    |              | 191,1 / 46.         | 222,5 / 01. |                 |
| 07        | Wolfgang Stöhr     | Östtyskland     | 804    |              | 201,8 / 20.         | 205,0 / 0   | 186,9 / 15.     |
| 08        | Anatoli Scheglanow | Sovjetunionen   | 803    |              | 205,9 / 12.         | 212,7 / 0   | 201,4 / 02.     |
| 09        | Dalibor Motejlek   | Tjeckoslovakien | 799    |              | 185,9 / 24.         | 197,3 / 0   | 197,1 / 0       |
| 10        | Józef Kocjan       | Polen           | 791    |              | 207,7 / 08.         | 186,3 / 17. | 185,4 / 0       |

### Fotnoter
1. ↑  FIS: Results Oberstdorf 30 december 1967 (abgerufen den 24 Jänner 2009)
2. ↑  FIS: Results Partenkirchen 1 januari 1968 (abgerufen den 24 Jänner 2009)
3. ↑  FIS: Results Innsbruck 6 januari 1968 (abgerufen den 24 Jänner 2009)
4. ↑  FIS: Results Bischofshofen 7 januari 1968 (abgerufen den 24 Jänner 2009)